# Софјан Амрабат
Софјан Амрабат (арап. سفيان أمرابط‎‎, хол. Sofyan Amrabat; Хојзен, 21. август 1996) професионални је марокански фудбалер који примарно игра у средини терена на позицији десног крилног играча. Тренутно наступа за Манчестер јунајтед.
Његов старији брат Нордин је такође професионални фудбалер.

## Клупска каријера
Софјан је рођен у Холандији, у породици мароканских имиграната. Фудбалско „образовање” стекао је у млађим селекцијама екипе Утрехта за чији први тим је на крају и дебитовао као професионалац у холандском првенству. 
Након три сезоне у Утрехту, у јуну 2017. прелази у екипу Фајенорда из Ротердама са којим потписује четворогодишњи уговор вредан 3 милиона евра. 

## Репрезентативна каријера
Амрабат је играо за репрезентацију марока до 17 година на светском првенству 2013. године.
За сениорску репрезентацију Марока дебитовао је 28. марта 2017. у пријатељској утакмици са селекцијом Туниса.
Селектор Ерве Ренар уврстио га је на списак играча за Светско првенство 2018. у Русији, где је одиграо 14 минута прве утакмице у групи Б против Ирана.

## Успеси и признања
Фајенорд
- Куп Холандије (1): 2017/18.
- Суперкуп Холандије (2): 2017, 2018.

Клуб Бриж
- Прва лига Белгије (1): 2019/20.

Манчестер јунајтед
- ФА куп (1): 2023/24.